# Bazilij
Bazilij je moško osebno ime.

## Izvor imena
Ime Bazilij, ki smo ga k nam dobili od Rusov preko imena Vasilij izhaja iz latinskega imena Basilius, le to pa iz grškega imena Βασιλειος (Basíleios), ki je nastalo iz grške besede βασιλειος (basíleios) v pomenu »kraljev, kraljevski«.

## Tujejezikovne različice imena
- pri Angležih: Basil
- pri Francozih: Basile
- pri Fincih: Basileios, Pasi
- pri Grkih:  Βασίλειος (Basíleios) - starogrško
- pri Grkih  Βασίλειος (Vasílios), Βασίλης (Vasílis) - moderna grščina
- pri Italijanih: Basilio
- pri Madžarih:  Vászoly
- pri Nemcih: Basilius
- pri Nizozemcih: Basilius
- pri Poljakih: Bazyli, Wasja
- pri Rusih: Василий (Vassili, Vasily)

## Pogostost imena
Po podatkih Statističnega urada Republike Slovenije je bilo na dan 31. decembra 2007 v Sloveniji število moških oseb z imenom Bazilij: 10.

## Osebni praznik
V našem koledarju z izborom svetniških imen, udomačenih med Slovenci in njihovimi godovnimi dnevi po novem bogoslužnem koledarju je ime Bazilij zapisano 2 krat. Pregled godovnih dni v katerih poleg Bazilija godujejo še Vasilij in osebe katerih imena nastopajo kot različice navedenih imen.
- 2. januar, Bazilij Veliki, cerkveni učitelj in škof († 2. jan. 379)
- 22. marec, Bazilij, mučenec († 22. mar. 362)